# Pelekium scabrosulum
Pelekium scabrosulum là một loài Rêu trong họ Thuidiaceae. Loài này được (Mitt.) Touw mô tả khoa học đầu tiên năm 2001.